# Hannibal Buress
Hannibal Amir Buress (Chicago, 4 de febrero de 1983) es un comediante, actor, guionista y productor estadounidense. Empezó a hacer comedia en 2002 mientras asistía a la Southern Illinois University. Ha coprotagonizado en The Eric Andre Show de Adult Swim desde 2012 hasta 2020 y ha aparecido en Broad City de Comedy Central desde 2014. 

## Primeros años
Nació en Chicago, Illinois, el 4 de febrero de 1983, hijo de la maestra Margaret y empleado de Union Pacific Railroad John Buress. Se crio en el barrio de Austin de Chicago. Fue nombrado en honor al general cartaginés Hannibal Barca, y ha contado historias en su stand-up cómico sobre su nombre, que a veces las mujeres lo rechazan debido a su asociación con el caníbal ficticio Hannibal Lecter. Después de asistir a Steinmetz College Prep, asistió a Southern Illinois University Carbondale, pero no se graduó. Ahí se hizo amigo del artista de hip hop Open Mike Eagle; era su asesor en ese momento.

## Carrera

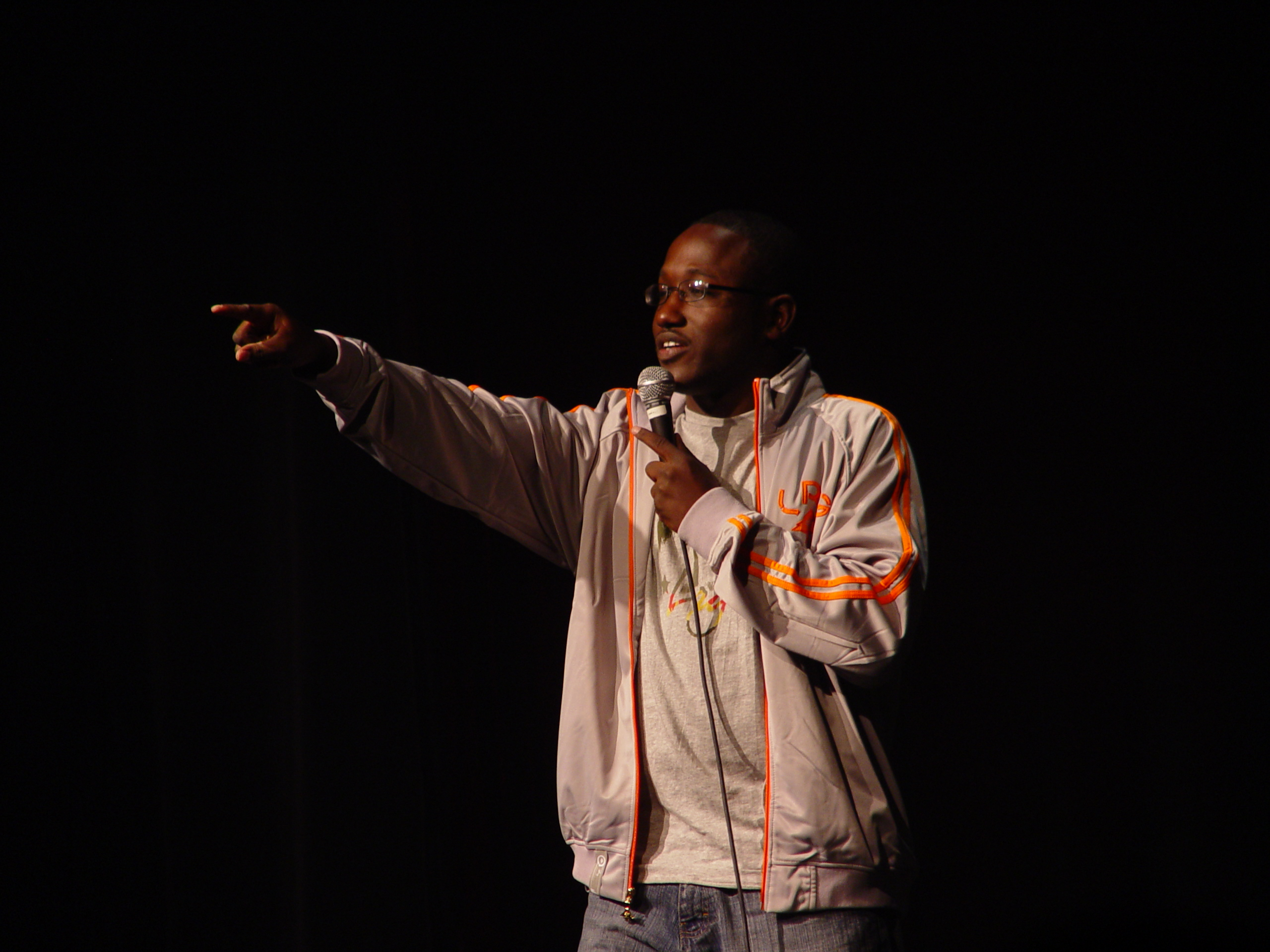
Buress actuando en octubre de 2007

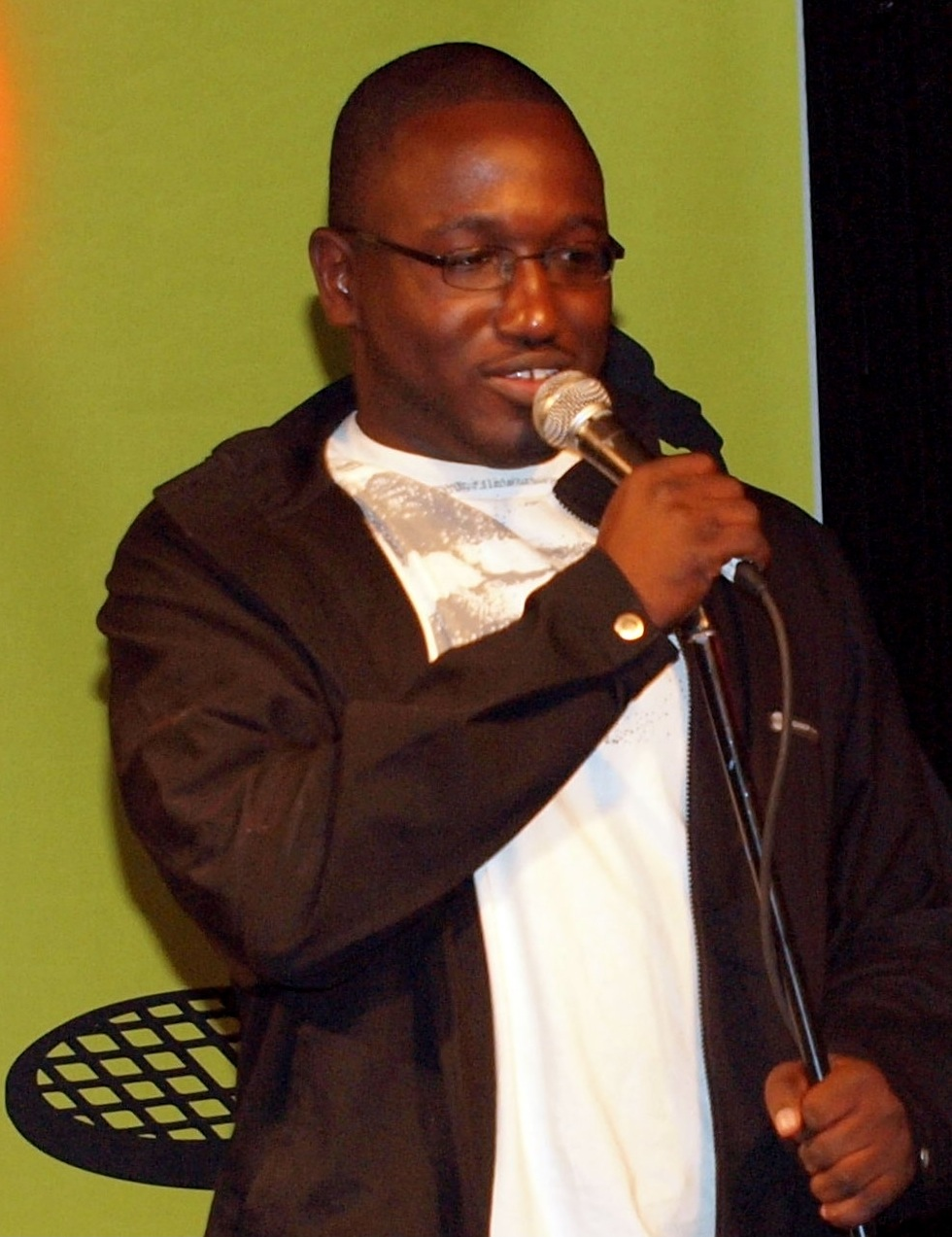
Buress actuando en octubre de 2009

Comenzó su carrera de stand-up en un micrófono abierto en 2002. Ha aparecido en La Comedia torpe espectáculo especial en Comedy Central, y junto a los cómics Baron Vaughn, Eric André, Marina Franklin, y Victor Varnado, y en el FX comedia Louie. Actualmente coprotagoniza siendo el compañero de Eric André en The Eric Andre Show en Adult Swim. En julio de 2010, Buress salió en la lista "Ten Comics to Watch in 2010" de la revista Variety.
Su primer álbum de comedia, My Name is Hannibal, se lanzó el 27 de julio de 2010. 
Buress fue guionista en Saturday Night Live de 2009 a 2010. Se fue habiendo tenido solo uno de sus bocetos al aire. En septiembre de 2010, comenzó a escribir para la quinta temporada de la serie de comedia NBC 30 Rock. Renunció después de seis meses.
Lanzó su segundo álbum, Animal Furnace, en 2012, que también se emitió como especial en Comedy Central. El álbum recibió críticas positivas.
Su comedia se ha presentado en programas de Comedy Central como Live at Gotham y el New York Stand-Up Show de John Oliver. También se ha presentado en varias charlas nocturnas como The Late Late Show con Craig Ferguson, Lopez Tonight, Russell Howard's Good News, Late Night con Jimmy Fallon, The Tonight Show protagonizada por Jimmy Fallon, Late Show con David Letterman, Jimmy Kimmel Live!, Totalmente parcial con W. Kamau Bell, y Conan. Además, realizó un set en el Secret Policeman's Ball 2012 en Radio City Music Hall en la ciudad de Nueva York.
Un show de Comedy Central de una hora de duración, Hannibal Buress Live from Chicago, se emitió el 29 de marzo de 2014.
Solía presentar un show de comedia semanal en The Knitting Factory los domingos por la noche en Brooklyn, Nueva York.
Buress interpretó al entrenador Wilson en la película Marvel Spider-Man: Homecoming. Pagó a un doble para que asistiera al estreno de la película en su lugar.

### Bloque de Bill Cosby
El 16 de octubre de 2014, en el club de Filadelfia The Trocadero, se grabó a Buress haciendo una rutina extendida sobre las denuncias de violaciones existentes contra el comediante Bill Cosby. Buress abordó el legado de Cosby de "hablarle" a los jóvenes negros sobre su estilo de vestir y estilo de vida. Buress criticó la moralización pública del actor al decir: "Sí, pero violaste a mujeres, Bill Cosby, lo que te hace caer un par de niveles". El público pareció responder a su acusación con incredulidad; alentó a todos a buscar "violación de Bill Cosby" cuando llegaran a casa.
Buress hizo la misma rutina sobre Cosby durante los seis meses anteriores con poca respuesta, pero el show de octubre se volvió viral después de haberse publicado en el sitio web de la revista Filadelfia. Se produjo un circo mediático, con numerosas publicaciones abordando la cuestión de cómo Cosby había logrado mantener, como lo llamó Buress en su serie, una "imagen de teflón" a pesar de más de una década de acusaciones públicas de abuso sexual.
El comediante Eddie Murphy luego hizo referencia al papel de Buress en las acusaciones que salieron a la luz cuando se hizo pasar por Cosby durante su discurso de aceptación del Premio Mark Twain para el Humor Americano de 2015, interpretando burlonamente a Cosby como una amenaza para la vida de Buress.

## Vida personal
Es ateo. Después de vivir en la ciudad de Nueva York, regresó a su ciudad natal de Chicago en 2017 y se instaló en su vecindario Wicker Park.
En diciembre de 2017, fue arrestado en Miami por intoxicación. Las imágenes de su detención lo mostraron burlándose de los policías y exigiendo saber por qué lo arrestaban. El informe del arresto reveló que se le deutvo porque se acercó a los agentes de policía y no dejó de pedirles que llamaran a un Uber por él. Buress declaró más tarde: "Le pedí al [oficial] que me llamara un Uber y me dijo: 'No'. Me dijo que saliera de la calle. Entro en un bar para obtener un cargador de teléfono para un Uber. Me sigue al bar y me dice que estoy demasiado borracho para entrar. [... ] 'Si no puedo estar en la calle, ¿dónde quieres que esté?', le pregunto. Estaba intentando llegar a casa. [... ] Realmente no creo que haya tenido la culpa". Posteriormente, el caso se desestimó. 

## Filmografía

### Película
| Año  | Título                       | Papel                                | Notas         |
| ---- | ---------------------------- | ------------------------------------ | ------------- |
| 2011 | Heart Break                  | Darryl                               | Cortometraje  |
| 2012 | Sleepwalk with Me            | Hannibal                             | Sin acreditar |
| 2013 | The Kings of Summer          | Conductor de autobús                 |               |
| 2013 | Fester's Feast               | Hombre de leche                      |               |
| 2014 | Neighbors                    | Oficial Watkins                      |               |
| 2014 | The Begun of Tigtone         | Seed Steed (voz)                     | Short film    |
| 2014 | Are You Joking?              | Kenny                                |               |
| 2015 | Banda de ladrones            | Ben Rogers                           |               |
| 2015 | Daddy's Home                 | Griff                                |               |
| 2016 | Nerdland                     | Nerd King (voz)                      |               |
| 2016 | Neighbors 2: Sorority Rising | Oficial Watkins                      |               |
| 2016 | Angry Birds: la película     | Edward, el papá del cumpleaños (voz) |               |
| 2016 | The Nice Guys                | Andar de forma vacilante             |               |
| 2016 | Flock of Dudes               | Pussypop                             |               |
| 2016 | The Secret Life of Pets      | Amigo (voz)                          |               |
| 2016 | The Comedian                 | Él mismo                             |               |
| 2017 | Kuso                         | Kazu                                 |               |
| 2017 | The Disaster Artist          | Bill Meurer                          |               |
| 2017 | Baywatch                     | Dave el técnico                      |               |
| 2017 | Spider-Man: Homecoming       | Entrenador Wilson                    |               |
| 2018 | Blockers                     | Franco                               |               |
| 2018 | Tag                          | Kevin Sable                          |               |
| 2018 | Slice                        | Hannibal                             |               |
| 2019 | The Secret Life of Pets 2    | Amigo (voz)                          | En producción |

### Televisión
| Año             | Título                                    | Papel                                          | Notas                                    |
| --------------- | ----------------------------------------- | ---------------------------------------------- | ---------------------------------------- |
| 2009–2010       | Sábado noche en directo                   | Michael / pasajero de avión                    | 2 episodios                              |
| 2010            | Louie                                     | Hannibal                                       | 2 episodios                              |
| 2010            | Deslocalizado                             | Comediante # 2                                 | Episodio: "Kim's Krafts"                 |
| 2010–2012       | 30 Rock                                   | Hannibal / Bum / Homeless Guy / Gus            | 9 episodios                              |
| 2012 – presente | El show de Eric Andre                     | Él mismo (coanfitrión)                         | También escritor y productor.            |
| 2012            | 8 de cada 10 gatos                        | Él mismo (invitado / concursante)              | Serie 13, episodio 2 (4 de mayo de 2012) |
| 2013            | El Proyecto Mindy                         | Derek                                          | Episodio: "Litera"                       |
| 2013            | Espectáculo de Kroll                      | Jugador de baloncesto                          | Episodio: "Dine & Dash"                  |
| 2013            | Alto mantenimiento                        | Hannibal                                       | Episodio: "jonathan"                     |
| 2013            | Hamburguesas de bob                       | Fuerte Jeff (voz)                              | Episodio: "My Big Fat Greek Bob"         |
| 2013–2015       | Lucas Bros. Moving Co.                    | Mamá Lucas (Voz)                               | 7 episodios                              |
| 2013–2015       | China, IL                                 | Matt Attack / DJ Don Jose / Street Troll (voz) | 9 episodios                              |
| 2014            | Chozen                                    | Crisco (voz)                                   | 10 episodios                             |
| 2014 – presente | Ciudad amplia                             | Lincoln Rice                                   | 20 episodios                             |
| 2015            | The Comedy Central Roast de Justin Bieber | Él mismo                                       |                                          |
| 2015            | ¿Por qué? con Hannibal Buress             | Él mismo (anfitrión)                           | También creador y productor ejecutivo.   |
| 2015            | El show de Jim Gaffigan                   | Él mismo                                       | Episodio: "maria"                        |
| 2016            | Hospital de Niños                         | Él mismo                                       | Episodio: "Hospital de niños"            |
| 2016            | Tiempo de Aventura                        | Príncipe de la llama (voz)                     | Episodio: "Cinco tablas cortas"          |
| 2016            | Fácil                                     | Jason                                          | Episodio: "Hop Dreams"                   |
| 2016-2017       | Alto mantenimiento                        | Cómico                                         | 2 episodios                              |
| 2017            | Acción de la Liga de la Justicia          | Sr. Terrific (voz)                             | 2 episodios                              |
| 2017            | Estrellarse                               | Él mismo                                       | Episodio: "Barking"                      |
| 2017            | BoJack Horseman                           | Millas (voz)                                   | Episodio: "El juez"                      |
| 2020            | Who Wants to Be a Millionaire?            | Él mismo                                       | 2 episodios                              |

### Videojuegos
| Año  | Título             | Papel                                     |
| ---- | ------------------ | ----------------------------------------- |
| 2013 | Grand Theft Auto V | Él mismo en la estación de radio FlyLo FM |
| 2016 | NBA 2K17           | Hielo                                     |

## Discografía

### Álbumes
- Mi nombre es Hannibal (2010)
- Horno de animales (2012)
- En vivo desde Chicago (2014)
- Comedia Camisado (2016)
- Aníbal toma Edimburgo (2016)

### Apariciones de invitados
| Título                        | Año  | Artista (s)                             | Álbum                               |
| ----------------------------- | ---- | --------------------------------------- | ----------------------------------- |
| "Una muerte lenta"            | 2013 | Es TheReal, DJ Drama                    | Traficantes Urbanos, Vol. 1         |
| "Doug Stamper (Consejo Raps)" | 2014 | Abre Mike Eagle                         | Comedia oscura                      |
| "Consíguelo"                  | 2015 | Serengeti                               | Kenny Dennis Flexi                  |
| "Introducción"                | 2015 | Statik Selektah                         | Lucky 7                             |
| "Interludio Hannibal"         | 2015 | Lil dicky                               | Rapero profesional                  |
| "Nada más que amor"           | 2015 |                                         |                                     |
| "Todo el camino"              | 2016 | Jeremih, Chance el rapero, el rey Louie | Feliz Navidad Lil 'Mama             |
| "La luna"                     | 2017 | Los niños cool                          | Edición especial Grandmaster Deluxe |
| "OhSh"                        | 2018 | Jean Grae, Quelle Chris                 | Todo está bien                      |

## Premios y nominaciones
| Año  | Trabajo                 | Premio                                                                           | Organización                                  | Categoría            | Resultado |
| ---- | ----------------------- | -------------------------------------------------------------------------------- | --------------------------------------------- | -------------------- | --------- |
| 2007 | Rutina de pie           | Persona más divertida de Chicago                                                 | Time Out Chicago                              | [ 36 ]               |           |
| 2010 | Sábado noche en directo | Premio Emmy                                                                      | Academia de Artes y Ciencias de la Televisión | [ 37 ]               |           |
| 2011 | Divertidísimo           | El mejor rendimiento en un programa o serie de comedia stand-up / sketch alojado | Premios Gemini                                |                      |           |
| 2012 | 30 Rock                 | Premio del Sindicato de Escritores de América                                    | Gremio de Escritores de América               | [ 38 ]               |           |
| 2012 | Rutina de pie           | Premio de comedia estadounidense                                                 | Central de la comedia                         | [ 39 ] [ 40 ] [ 41 ] |           |
| 2014 | El show de Eric Andre   | Mejor programa de entrevistas                                                    | Natación adulta                               |                      |           |